# Gevlekt longkruid
Gevlekt longkruid (Pulmonaria officinalis) is een kruidachtige vaste plant uit de ruwbladigenfamilie (Boraginaceae). 

## Beschrijving
De plant bloeit vroeg in het voorjaar met bloemen die aanvankelijk roodachtig zijn, maar later verkleuren naar paarsachtig blauw. De bloemkroon heeft de vorm van een trompet. De kelk reikt tot de helft van de kroon en is circa 0,5-1 cm lang. De kelk verwijdt zich later trechtervormig. Vaak groeien er klierharen op. De bloemen staan in schichten. De bladen zijn donkergroen en hebben lichtgroene vlekken. De wortelbladen zijn lang gesteeld met een hartvormige voet. De stengelbladen, die kleiner zijn, hebben een kortere steel of geen steel. De plant heeft een lange wortelstok.

## Voortplanting en verspreiding
De bloemen van het gevlekt longkruid zijn tweeslachtig en kenmerken zich door ongelijkstijligheid. Dat betekent dat er planten zijn met lange stijl en lager op de kroon ingeplante meeldraden en planten met een korte stijl en hoger ingeplante meeldraden. De plant vormt alleen zaden als er kruisbestuiving plaatsvindt tussen planten van verschillend type.
Gevlekt longkruid komt voor in Midden- en Oost-Europa. De plant is inheems aanwezig op enkele plaatsen in België en het Nederlandse Zuid-Limburg. Het is verder een bekende stinsen- en tuinplant die gemakkelijk verwildert en zo ingeburgerd is geraakt.

## Gebruik
Gevlekt longkruid werd gebruikt als geneesmiddel voor de longen, vandaar de naam. De plant is gewild als tuinplant vanwege zijn vroege bloei, de verkleuring van de bloemen en het decoratieve gevlekte blad.

## Ecologische betekenis
Gevlekt longkruid wordt bestoven door sachembijen en andere insecten.
... · 
P. filarszkyana · 
P. mollis · 
P. montana (Smal longkruid) · 
P. obscura (Ongevlekt longkruid) · 
P. officinalis (Gevlekt longkruid) · 
P. saccharata (Italiaans longkruid) · 
...